# ألبانوفيل
ألبانوفيل هي ظاهرة تقدير أو اهتمام قوي لشخص غير ألباني للغة الألبانية، والثقافة الألبانية والأدب الألباني، التاريخ الألباني أو الشعب الألباني.